# Вятский 102-й пехотный полк
Вятский 102-й пехотный полк — пехотная воинская часть Русской императорской армии.
Старшинство — с 29 апреля 1803 г.

## Формирование и кампании полка
Из особых команд, которые, согласно морского регламента 1720 года, полагалось иметь при портах и адмиралтействах, в 1733 году было сформировано два полка трёхбатальонного состава; в 1788 году сформировано ещё четыре батальона; два года спустя все эти части сведены в два морских полка — 1-й и 2-й. В 1796 году они были переформированы в восемь отдельных батальонов, под названием «флотские батальоны». В 1797 году прибавлен ещё 9-й батальон.
29 апреля 1803 года из флотских батальонов снова сформировано три морских полка на правах гренадерских полков, которые 17 марта 1813 года переведены из морского ведомства в военное. Одновременно на юге из трёх отдельных батальонов Черноморского гренадерского корпуса, приданного Черноморскому гребному флоту, был сформирован 4-й морской полк, переведённый, как и другие, из морского в военное ведомство.
В 1833 году морские полки пошли на развёртывание некоторых пехотных полков, причём 2-й и 4-й морские полки пошли на усиление полка принца Карла Прусского. Между тем, 4-й морской полк с отличием участвовал в штурме Варшавы 25 и 26 августа 1831 г., за что получил Георгиевское знамя с надписью «За взятие приступом Варшавы 25 и 26 августа 1831 г.».
6 апреля 1863 года из 4-го резервного батальона и 5-го и 6-го батальонов Либавского пехотного полка был сформирован двухбатальонный Либавский резервный пехотный полк, развёрнутый 13 августа того же года в трёхбатальонный полк, наименованный Вятским пехотным полком, которому 25 марта 1864 года был присвоен № 102-й и старшинство с 29 апреля 1803 года.
Вятский полк с отличием участвовал в русско-турецкой войне 1877—1878 гг. и за бой при Церковне получил Георгиевские трубы, пожалованные 17 апреля 1878 г., с надписью «За Церковну 9 сентября 1877 г.».
В 1879 году полк был развёрнут в четырёхбатальонный. Высочайшим повелением в 1884 году полку было присвоено старшинство 2-го и 4-го морских полков с 29 апреля 1803 года и гренадерский бой, так как морские полки были сформированы на гренадерском положении.
Полковой праздник — 6 декабря.
Полк — активный участник Первой мировой войны, в частности, отличился в сражении на Стрыпе в декабре 1915 г.

## Знаки отличия полка
- Полковое Георгиевское знамя с надписью «За взятие приступом Варшавы 25 и 26 августа 1831 года» и «1803—1903» с Александровской юбилейной лентой. Первое отличие пожаловано 6 декабря 1831 г. 4-му морскому полку; второе отличие дано 29 апреля 1903 г. в честь столетия полка.
- Гренадерский барабанный бой, унаследованный от 2-го и 4-го морских полков.
- Знаки отличия на головные уборы для нижних чинов с надписью «За Варшаву 25 и 26 августа 1831 года», пожалованные в 1833 г. батальонам 2-го и 4-го морских полков при расформировании этих полков для уравнения в правах с батальонами Либавского полка.
- Георгиевские трубы, с надписью «За Церковну 9 сентября 1877 года», пожалованные 17 апреля 1878 г.

## Командиры полка
- 21.04.1863[2] — 08.04.1865 — полковник Гринцевич, Александр Станиславович
- 08.04.1865 — 30.08.1873 — полковник Насветевич, Владимир Александрович
- 30.08.1873 — 02.12.1885 — полковник князь Шахмаметьев, Фёдор Степанович
- 09.12.1885 — 30.11.1895 — полковник (с 14.11.1894 генерал-майор) Ларионов, Александр Александрович
- 04.12.1895 — 31.10.1899 — полковник Глебов, Николай Иванович
- 31.10.1899 — 06.07.1904 — полковник Новосёлов, Николай Васильевич
- 29.07.1904 — 25.04.1906 — полковник Ходаковский, Николай Игнатьевич
- 25.04.1906 — 09.04.1911 — полковник Бем, Михаил Антонович
- 09.04.1911 — 27.08.1914[3] — полковник Чевакинский, Николай Иванович
- 30.11.1914 — 10.12.1914 — врид. полковник Тихменёв, Георгий Михайлович
- 10.12.1914 — 20.12.1914 — полковник Тихменёв, Георгий Михайлович
- 20.12.1914 — 20.11.1915 — полковник (с 24.05.1915 генерал-майор) Незнамов, Александр Александрович[4]
- 20.11.1915 — 08.02.1917 — полковник Семёнов, Николай Григорьевич
- 31.03.1917 — 10.05.1917 — полковник Удовиченко, Михаил Дмитриевич
- 17.06.1917 — 15.08.1917 — полковник Потапов, Хрисанф Захарьевич
- 15.08.1917 — 29.09.1917 — полковник Дорошкевич, Вандалин Феликсович
- 23.10.1917 — хх.хх.хххх — полковник Шорин, Василий Иванович

## Известные люди, служившие в полку
- Вацетис, Иоаким Иоакимович — первый главнокомандующий всеми вооруженными силами РСФСР
- Плющев, Павел Карпович — рабочий-столяр, революционер.

## Другие формирования этого имени
- В русской армии существовал ещё другой Вятский пехотный полк, сформированный 25 июня 1700 г. как Пехотный Павла Бернера полк и названный Вятским 10 марта 1708 г. 25 января 1833 г. этот полк был присоединён к Суздальскому пехотному полку, в котором и было сохранено старшинство старого Вятского полка.
- Вятский гарнизонный батальон: существовал с 1730-х гг., после нескольких преобразований батальон вошёл в состав 193-го пехотного Свияжского полка.
- Полк Вятского земского ополчения: сформирован в 1807, расформирован в 1814 г.